# 諸葛融
諸葛融（204年後—253年），字叔長，琅邪陽都（今山东省沂南县）人。三國時東吳將領，大將軍诸葛瑾三子，太傅諸葛恪、諸葛喬之弟。宗室孫峻發動兵變，誅殺諸葛恪，諸葛融也被夷滅。

## 生平
諸葛融生於尊榮顯貴之門，年少驕傲放縱和享樂，喜好學習章句但好而不精通，性格寬容且技藝多。多次以平民身份參加朝會，後來拜騎都尉。赤烏年間，新都都尉陳表、吳郡都尉顧承等率領部隊在毗陵耕作，男女人數各有數萬。陳表病死後，孫權以諸葛融代替他的職務，後代理父親兼管。
241年（赤烏四年），父親诸葛瑾逝世，諸葛恪自己已被封侯，因此由诸葛融繼承宛陵侯爵位，並且代為帶領父親的部隊，駐守公安。
250年，曹魏將領王昶率軍攻打江陵，不克而撤退。朱績與诸葛融書信道：「昶遠來疲困，馬無所食，力屈而走，此天助也。今追之力少，可引兵相繼，吾欲破之於前，足下乘之於後，豈一人之功哉，宜同斷金之義。（王昶遠道而來感到疲困，馬無糧可食，沒有辦法而撤走，此實在是天助我們。現今追弱少的他們，可率兵追殺，我想在前攻破他們，你可在後乘勢追擊，豈會是一人之功呢，宜一起有斷金之義。）」諸葛融答應朱績。朱績率兵追殺王昶至紀南，此地離城三十里，朱績先到與敵戰得勝，諸葛融卻沒有推進，朱績最後也因而失利，被王昶用計大敗，鐘離茂、許旻被斬。孙权对朱绩大为嘉许，责怒诸葛融，但因诸葛融之兄大将军诸葛恪身为贵冑，所以诸葛融未被废弃。起初，朱绩与诸葛恪、诸葛融已不太喜欢对方，直至今次事件，仇怨更深。
孫權死後，诸葛融任奮威將軍。
諸葛恪要攻擊淮南，先要求朱绩一起合力，后又要他留置半州，而代以諸葛融假節領軍入沔水，準備迎擊曹魏從西方來的軍隊。但是在此時，孫峻發動政變誅殺諸葛恪，並派無難督施寬領朱績、将军孫壹和全煕等追捕諸葛融。諸葛融聽到有軍隊將至，驚懼猶豫，不能下決定。兵到圍城，諸葛恪已經被誅殺，諸葛融飲毒藥而死。江表傳記載，先前公安有一隻靈鼉叫，童謠說：「白鼉叫，亀背平，南郡城中的人就可以長生，為了守護性命而不死就不會成義」。諸葛融果然刮下金龜印服下而死，三個兒子也被誅殺。

## 性格
- 部曲的吏士親近依附諸葛融，當時疆外沒有戰事，秋冬兩季就打獵或討論武技，春夏兩季則宴請賓客參加盛大宴會，有的休假兵卒也會不惜遠途到訪。每次盛大宴會都要歷問賓客，各人說出自己的才能，并一起合床坐席靠近，互相打量找到適合的對手，其中有奕棋、樗蒲、投壺弓彈等類別的遊戲；帶着甘果在宴會前進，清酒伴隨慢行，諸葛融在四周瀏覽，整天觀看也不會厭倦。

- 父親诸葛瑾和兄長諸葛恪即使在軍旅但衣著樸素，而諸葛融則則穿「錦罽文繡」，獨顯奢侈華貴。